# Pieśń czasu
Pieśń czasu (ang. Song of Time) – powieść fantastycznonaukowa angielskiego pisarza Iana MacLeoda wydana w 2008 przez PS Publishing. Polskie tłumaczenie Grzegorza Komerskiego ukazało się nakładem wydawnictwa MAG w serii Uczta Wyobraźni w 2011 razem ze zbiorem opowiadań Podróże. 
Powieść została uhonorowana w 2009 Nagrodą im. Arthura C. Clarke’a oraz Nagrodą Campbella.

## Fabuła
Koniec XXI wieku. Mieszkająca samotnie w Kornwalii Roushana Maitland ratuje z oceanu nagiego młodzieńca i zabiera go do domu. Uratowany mężczyzna cierpi na amnezję, kobieta nazywa go Adamem i opowiada mu o swym pełnym wydarzeń życiu. Roushana była kiedyś słynną skrzypaczką, dziś nieuleczalnie chora zbliża się do końca żywota. Snując barwne opowieści opisuje historię świata w XXI stuleciu.